# Nationalpark Björnlandet
Der schwedische Nationalpark Björnlandet (dt.: „Das Bärenland“) liegt in der schwedischen Taiga in der Nähe des Ortes Fredrika in der Gemeinde Åsele. Er besteht aus nahezu unberührtem Urwald, in dem zahlreiche Spuren früherer Waldbrände zu finden sind. Das Gebiet ist geprägt von schroffen Bergstürzen und einer großen Anzahl von freiliegenden Felsblöcken. Teile des Parks werden als Weideland für Rentiere verwendet.
Das Hügelland im südlichen Lappland wird von endlos erscheinenden Wäldern bedeckt, doch fallen diese immer häufiger der modernen Forstwirtschaft zum Opfer. So ist das Ziel des am 7. Februar 1991 ausgewiesenen und 2017 auf 2.369 Hektar erweiterten Nationalparks der Erhalt des größten zusammenhängenden, in seinem Urzustand befindlichen Nadelwalds im schwedischen Teil Lapplands.

## Geologie
Der Nationalpark liegt in einer Landschaft, die als „welliges Felsterrain“ bezeichnet wird. Der Norden wird durch eine Bergkette (höchste Erhebung ist der 550 Meter hohe Storberget) mit nach Süden hin zum Teil senkrecht abfallenden Felswänden dominiert. Diese Felswände, die eine Höhe von bis zu 70 Metern erreichen können, resultieren aus einer Vielzahl von Verwerfungen. Im Gipfelbereich steht der für Nordschweden typische Granit an.
Im südlichen Teil liegt ein sich von West nach Ost erstreckender Talgang. In einer Senke dieses Tals, rund 200 Meter unterhalb des Storberget, liegt im Osten des Nationalparks der See Angsjön, an den sich ausgedehnte Moorgebiete anschließen.
Im Nationalpark, wie auch in weiten Teilen der umgebenden Landschaft, dominiert als Bodenart Blockmoräne. So fallen, vor allem unter Felsabstürzen und in tiefer gelegenen Talsenken, zahlreiche vereinzelt oder in Gruppen liegende Felsblöcke ins Auge. Die tiefer gelegenen, mit Blöcken angefüllten Senken, so genannte Blocksenken, entstehen in stark verblockten Moränen mit hohem Grundwasserspiegel. Durch Frostverschiebung wird das gröbere Material nach oben transportiert, während das feinere Material absinkt. Auch die Blockfelder unter Felsabstürzen entstehen durch die Einwirkung von Frost: in Spalten und Klüften gefrierendes Wasser sprengt dabei die Blöcke aus der Wand.

## Klima
Das Klima im Nationalpark zeichnet sich durch kalte Winter und relativ warme Sommer aus. Da er im Regenschatten der Skanden liegt, ist die Niederschlagsmenge eher gering.

## Flora
Der Nationalpark stellt ein ökologisch ausgesprochen wertvolles Relikt des borealen Nadelwaldgürtels dar. Diese für das südliche und mittlere Nordschweden typische Waldlandschaft zeichnet sich vor allem durch Kiefernbestände und Fichtensumpfwälder aus. Vor allem die Kiefernwälder sind wegen des nährstoffarmen Untergrunds und des harten Klimas relativ artenarm. Es überwiegen Zwergsträucher wie Heidelbeere (Vaccinium myrtillus), Rauschbeere (Vaccinium uliginosum) und Preiselbeere (Vaccinium vitis-idaea) im Unterwuchs.
Die Waldkiefer (Pinus sylvestris) dominiert in den Wäldern von Björnlandet. Da aber seit längerer Zeit keine Waldbrände mehr vorgekommen sind, beginnt die Fichte (Picea abies) an immer mehr Plätzen, vor allem in Senken, Bachtälern und an Nordhängen, die Waldkiefer zu verdrängen. Während die Waldkiefer durch ihre dicke Borke eine gewisse Resistenz gegen Feuer besitzt (im Nationalpark lassen sich viele verkohlte Stümpfe und lebende Waldkiefern mit Brandmalen finden), konnte sich die Fichte nur in so genannten Brandrefugien halten. An einigen Stellen treten auch Laubbäume wie Hängebirke (Betula pendula), Moorbirke (Betula pubescens) und Grauerle (Alnus incana) im Nadelwald auf.
Besondere Beachtung verdienen die Fichtensumpfwälder im Nationalpark. Die Bodenvegetation wird von feuchtigkeitsliebenden Kräutern wie Schattenblümchen (Maianthemum bifolium) und Siebenstern (Trientalis europaea), Farnen, Schachtelhalmen und Moosen bestimmt. Besonders erwähnt werden sollte hier auch das Lappländische Scharbockskraut (Ranunculus lapponicus), das in weiten Teilen Skandinaviens durch die Trockenlegung von Feuchtgebieten zum Aussterben verurteilt ist. Verschiedene Bartflechten, vor allem Alectoria sarmentosa, schmücken die Stämme und Äste der Fichten.
An den Ufern des Angsjön sowie der Flüsse und Bäche des Nationalparks hat sich eine ähnliche Krautschicht wie in den Fichtensumpfwäldern entwickelt. Alpen-Milchlattich (Cicerbita alpina), Waldstorchschnabel (Geranium sylvaticum) und Echtes Mädesüß (Filipendula ulmaria) seien hier stellvertretend genannt.

## Fauna
Der Braunbär (Ursus arctos) ist im „Bärenland“ – anders als der Name des Nationalparks vermuten lässt – kein Dauergast. Ebenso wie der Luchs (Lynx lynx) durchstreift er das Gebiet nur gelegentlich. Ganz anders hingegen der Eurasische Biber (Castor fiber) – zumindest seine Spuren lassen sich an den Flüssen des Nationalparks häufig entdecken, Beobachtungen werden nur mit Glück in der Dämmerung gelingen. Dies gilt auch für andere Arten, die zwar wie Elch (Alces alces), Eichhörnchen (Sciurus vulgaris), Schneehase (Lepus timidus) und Baummarder (Martes martes) typische Vertreter der borealen Nadelwälder sind, sich aber nur äußerst schwer beobachten lassen.
Der Nationalpark ist ein ausgezeichneter Punkt, um Ende April/Anfang Mai die Balz des Auerhuhns (Tetrao urogallus) zu verfolgen, da er noch eine stabile Population dieser in weiten Teilen Europas gefährdeten Art aufweist. Die häufigsten Singvögel sind Bergfink (Fringilla montifringilla), Buchfink (Fringilla coelebs), Fitis (Phylloscopus trochilus) und Baumpieper (Anthus trivialis). Für Buntspecht (Dendrocopos major), Dreizehenspecht (Picoides tridactylus) und Schwarzspecht (Dryocopus martius) stellt der Nationalpark Björnlandet mit seinen unzähligen abgestorbenen Waldkiefern und Fichten ein Eldorado dar. Des Weiteren kommen unter den Vögeln Haselhuhn (Bonasa bonasia), Fichtenkreuzschnabel (Loxia curvirostra) und Unglückshäher (Perisoreus infaustus) relativ häufig vor. Steinadler (Aquila chrysaetos) und Raufußbussard (Buteo lagopus) kreisen gelegentlich über dem Nationalpark.

## Der Mensch im Nationalpark
Der Nationalpark weist bis auf die Überreste einer Holzfällerhütte und eines Pferdestalls keine Spuren menschlicher Besiedlung auf. Am Angsjöbäcken lassen sich Reste einer Floßmauer und hölzerne Schwimmbarrieren entdecken. Beides sind Hinweise auf eine kurzzeitige forstwirtschaftliche Nutzung, die aber 1952 eingestellt wurde.
Auf den Moorwiesen am Svärmorsbäcken, Björkbäcken und Angsjön wurden in geringem Umfang Moormahd betrieben. Dies hinterließ allerdings keine Spuren.
Bis heute wird das Gebiet des Nationalparks von den Rentieren der Samengemeinde Vilhelmina norra sameby als Winterweide genutzt.

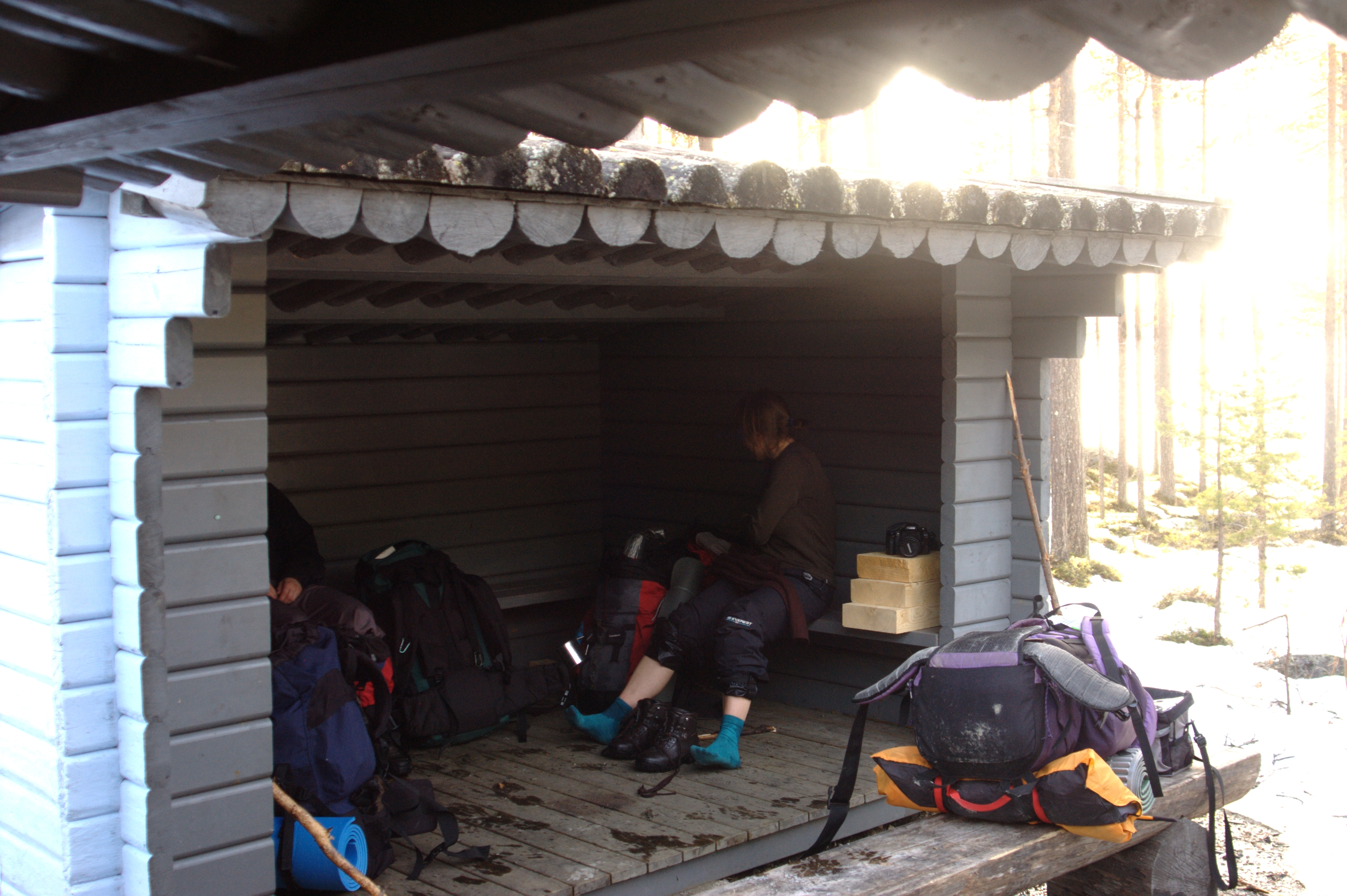
Ein Windschutz im Nationalpark Björnlandet

## Touristische Hinweise
Man erreicht den lediglich im Ostteil durch einen Wanderpfad zum Aussichtspunkt Björnberget erschlossenen Nationalpark, indem man von der Straße 92 (Frederika – Åsele) der Ausschilderung zum Nationalpark folgt (Schotterstraße). Am See Angsjön befindet sich ein Parkplatz mit Informationstafel, Toilette, Windschutz und Feuerstelle.
Wer im Park übernachten möchte, sollte ein Zelt mitbringen. Ansonsten empfiehlt es sich, den Nationalpark als Tagesausflug von Åsele aus zu besuchen. Dort gibt es ein Hotel, Campinghütten und einen Zeltplatz. Von Åsele aus empfiehlt sich die Anreise über die Straße in Richtung Björna, ab Skönvik dann der Ausschilderung zum Nationalpark folgen (auch hier wieder Schotterstraße).

## Wanderungen
Im Nationalpark Björnlandet gibt es lediglich einen markierten Wanderweg vom Parkplatz am Angsjön auf den Björnberget. Das Wandern abseits des markierten Wegs ist zwar erlaubt, birgt aber aufgrund der unzähligen überwachsenen Felsblöcke viele Risiken.